# Shantae and the Pirate's Curse
''Shantae and the Pirate's Curse'' é um video game de plataforma desenvolvido por WayForward Technologies para o Nintendo 3DS e Wii U. É o terceiro jogo da série Shantae, seguindo Shantae: Risky's Revenge. Foi lançado na América do Norte para o eShop do 3DS em 23 de outubro de 2014 e para o eShop do Wii U em 25 de dezembro de 2014, e nas regiões PAL em ambas plataformas em 05 de fevereiro de 2015. O jogo foi depois transportado para PlayStation 4, Xbox One, Microsoft Windows, Amazon Fire TV, e Nintendo Switch. O jogo segue as aventuras da meio-gênio epônima Shantae enquanto ela mais uma vez deve salvar Sequin Land de um novo inimigo, o Pirate Master, com a ajuda de sua nêmesis Risky Boots.
O título contém uma nova trilha sonora por Jake Kaufman e arte adicional por Inti Creates. Recebido com clamor pela crítica, assim como os dois primeiros títulos da série, o jogo foi nomeado para melhor jogo de 3DS e melhor plataforma pela IGN e atingiu o Top 10 da pesquisa de 2014 da Club Nintendo para jogos favoritos do público. Também foi comercialmente bem-sucedido. Um quarto jogo na série, Shantae: Half-Genie Hero, foi lançado em 20 de dezembro de 2016.

## Jogabilidade
Como seus predecessores, Shantae and the Pirate's Curse bota os jogadores no papel de Shantae a meio-gênia, que pode atacar os inimigos com o seu cabelo. tendo perdido seus poderes de gênio no jogo anterior, Shantae agora emprega vários aparatos de pirata que o jogador obtém durante o curso do jogo. Estes incluem uma pistola que pode ser usada para atirar em inimigos e dispositivos à distância, um chapéu que pode ser usado para pairar pelo ar e voar em rajadas de vento, uma cimitarra que pode destruir blocos usando um golpe para baixo, botas que fazem Shantae se arremessar podendo quebrar certas paredes, e um canhão que pode ser usado para realizar pulos adicionais no meio do ar. Jogadores também podem empregar diversos itens, tais como bolas de espinhos danosas ou poções de restaurar energia. Estes itens, assim como os upgrades para o ataque de cabelo de Shantae e apetrechos de pirata, podem ser comprados usando-se gemas obtidas de inimigos e objetos quebráveis. Invés de danças de transformação, Shantae pode usar uma lâmpada de gênio para sugar gemas próximas, assim como limpar magia negra e outros objetos gasosos como cheiros.
Cada uma das várias ilhas do jogo seguido requerem que Shantae ganhe acesso a um antro maligno, onde um dos itens piratas pode ser encontrado, e derrote um chefe para ganhar um mapa até a próxima ilha. Jogadores serão seguidamente orientados a cumprir certas missões para progredir, tal como achar um item em uma ilha para da-lo a alguém em outra. Escondidos entre as várias ilhas estão vinte Cacklebats amaldiçoados, que o jogador deve derrotar e extrair magia negra deles de forma a obter o melhor final do jogo. Também escondidas em cada ilha estão 32 Lulas-Coração, que podem ser trocadas para aumentar a saúde máxima de Shantae. Virar o jogo desbloqueia o modo Pirata, que dá a Shantae todos os seus itens piratas desde o início para permitir ao jogador realizar speedruns.